# Spotlight (графический редактор)
Spotlight — графический редактор, сочетающий в себе функции растрового и векторного редактирования, а также векторизатора, разработанный российской компанией CSoft Development. Предназначен для работы со сканированными документами (чертежами, картами, схемами и другими графическими материалами). Spotlight входит в серию программных продуктов Raster Arts.

## История версий программы
- 1998 год (июль) — Spotlight v.2.0
- 1999 год (май) — Spotlight v.2.1
- 2000 год (февраль) — Spotlight v.3.0
- 2001 год (март) — Spotlight v.3.4
- 2001 год (сентябрь) — Spotlight v.4.0
- 2002 год (октябрь) — Spotlight v.5.0
- 2003 год (сентябрь) — Spotlight v.6.0
- 2004 год (июнь) — Spotlight v.6.0 SP4
- 2006 год (сентябрь) — Spotlight v.7.0
- 2009 год (январь) — Spotlight v.8.0
- 2010 год (апрель) — Spotlight v.9.0
- 2010 год (август) — Spotlight v.9.1
- 2011 год (декабрь) — Spotlight v.10.0
- 2018 год (январь) — Spotlight v.17.0

## Возможности

### Сканирование
Для сканирования в Spotlight предназначен специальный модуль WiseScan LE, представляющий собой комплексную систему управления широкоформатными сканерами на аппаратном уровне или с помощью TWAIN-интерфейса.

### Фильтрация
Для повышения качества отсканированных документов в Spotlight используются монохромные и цветные фильтры и команды: удаление «мусора», заливка «дырок», утолщение, утоньшение, сглаживание линий, инверсия, размытие растра, адаптивное размытие, контурная резкость, усреднение, бинаризация, адаптивная бинаризация, контурная резкость.

### Устранение искажений
Для устранения линейных и нелинейных деформаций в программе реализованы следующие инструменты:
- устранение перекоса в ручном и автоматическом режимах;
- коррекция по четырем точкам (применяется для чертежей и документов с прямоугольной рамкой);
- калибровка (применяется для устранения перекосов на сканированных планшетах и картах).

### Редактирование
Spotlight позволяет редактировать загруженные растровые изображения без их перевода в векторный формат. В программе реализованы следующие методы выбора растровых данных:
- площадной метод позволяет выбирать часть растрового изображения или все изображение целиком;
- объектный метод позволяет выбирать элементы растрового изображения с распознаванием их геометрии.

Использование объектного метода выбора дает возможность редактировать растровую графику с использованием инструментов точного рисования (объектные и относительные привязки).

### Векторизация
Spotlight позволяет переводить растровую графику в векторный вид. В программе реализованы следующие методы векторизации:
- автоматическая векторизация — позволяет векторизовать все изображение в автоматическом режиме с заданными параметрами;
- полуавтоматическая векторизация (трассировка) — позволяет векторизовать отдельные элементы растрового изображения в ручном режиме;
- цветная векторизация — позволяет векторизовать цветное растровое изображение в автоматическом режиме с разделением векторов на отдельные слои.

### Распознавание текста
Для распознавания текста в Spotlight Pro внедрено оптическое распознавание символов ABBYY FineReader — модуль, который можно использовать и как самостоятельную команду, для распознавания сканированных текстовых документов и в процессе автоматической векторизации.

### Коррекция результатов векторизации
Для устранения дефектов после автоматической векторизации используются следующие команды:
- автоматическая коррекция векторов;
- автоматическая коррекция полилиний;
- команда «Собрать в полилинию».

### Растеризация
Spotlight позволяет переводить векторную графику в растровый формат в автоматическом режиме при помощи растеризации.

### Пакетная обработка
С помощью инструмента «Мастер командных файлов» можно сформировать сценарий обработки, состоящий из последовательности команд Spotlight. Данный командный файл можно использовать в качестве самостоятельной команды для обработки отдельных растров или применять как сценарий в пакетном режиме для обработки набора растровых изображений по определенному алгоритму.

## Открытая архитектура
Открытая архитектура базируется на технологии ActiveX, которая позволяет создавать собственные приложения. Приложения могут создаваться при помощи внешнего или встроенного редактора кода, поддерживающего JavaScript или Visual Basic Script. Для интегрирования в код приложения пользовательских форм и команд используется WYSWYG-редактор HTML-форм.

## Поддерживаемые форматы файлов
- TIFF, RLC, BMP, JPG, JPEG, PCX, C4, CAL, CIT, TG4, ECW (версия с ограничениями), SID (LisardTech), CT4, T4, CG4, GP4, MIL.
- CWS (документ Spotlight версий 5.x, 6.х, 7.x, 8.0, 9.0), DWG/DXF (версии AutoCAD с 2000 до 2010).

## Статьи
- Полонская Л. Технологические аспекты использования Spotlight 7.0 в ГИС // CADmaster, № 31/1, 2006. — Москва: Фабрика офсетной печати, 2006. — С. 6.
- Хлебникова В. Старые чертежи и новые технологии // САПР и графика, № 9, 2005. — Москва: Талер Принт, 2005. — С. 6.
- Полозюк В. От бумажной карты к ГИС. Опыт векторизации топографических карт в среде Spotlight // CADmaster, № 21/1, 2004. — Москва: Фабрика офсетной печати, 2004. — С. 5.